# Władimir Zagorski
Władimir Michajłowicz Zagorski, właśc. Wolf Michelewicz Łubocki (ros. Влади́мир Миха́йлович Заго́рский (Вольф Михелевич Лубо́цкий), ur. 15 stycznia 1883 w Niżnym Nowogrodzie, zm. 25 września 1919 w Moskwie) – rosyjski działacz komunistyczny żydowskiego pochodzenia, bolszewik.
1902 aresztowany i skazany na administracyjne osiedlenie w guberni jenisejskiej, 1904 zbiegł za granicę. Od 1905 członek SDPRR(b), 9 stycznia 1905 aresztowany w Szwajcarii, deportowany z powrotem do Rosji, 1908 emigrował do W. Brytanii, potem Szwajcarii. 1910 wrócił do Rosji, wkrótce emigrował do Niemiec, 1914 został internowany w Niemczech do wybuchu I wojny światowej. W kwietniu 1918 zwolniony, od 16 kwietnia do czerwca 1918 sekretarz Pełnomocnego Przedstawicielstwa Rosyjskiej FSRR w Niemczech. Od 27 lipca 1918 sekretarz odpowiedzialny Komitetu Miejskiego RKP(b) w Moskwie. Zginął w zamachu bombowym wraz z 11 innymi działaczami partii bolszewickiej. Pochowany na cmentarzu przy Murze Kremlowskim. Na jego cześć w 1930 miasto Siergijew (obecnie Siergijew Posad) przemianowano na Zagorsk.